# Liste der Monuments historiques in Grisy-Suisnes
Die Liste der Monuments historiques in Grisy-Suisnes führt die Monuments historiques in der französischen Gemeinde Grisy-Suisnes auf.

## Liste der Bauwerke
| Bezeichnung           | Beschreibung                  | Standort | Kennzeichnung | Schutzstatus | Datum | Bild           |
| --------------------- | ----------------------------- | -------- | ------------- | ------------ | ----- | -------------- |
| Schloss Grange-le-Roi | Erbaut im 16./17. Jahrhundert | (Lage)   | PA00087021    | Inscrit      | 1926  |                |
| Schloss Suisnes       |                               | (Lage)   | PA00087022    | Inscrit      | 1928  | weitere Bilder |

## Liste der Objekte
| Bezeichnung                 | Beschreibung                                 | Standort                       | Kennzeichnung | Schutzstatus | Datum | Bild |
| --------------------------- | -------------------------------------------- | ------------------------------ | ------------- | ------------ | ----- | ---- |
| Zwei Konsolen im Empirestil | Holz und Marmor, Anfang des 19. Jahrhunderts | in der Mairie (Rathaus) (Lage) | PM77000781    | Classé       | 1906  |      |